# Comparație între indicatoarele rutiere din Europa
Evidenta asemănare dintre indicatoarele rutiere din Europa se datorează Convenției asupra Traficului Rutier de la Viena din 1968. În Europa sunt semnatare ale acestui tratat: Albania, Austria, Belarus, Belgia, Bosnia și Herțegovina, Bulgaria, Cehia, Croația, Danemarca, Elveția, Estonia, Finlanda, Franța, Germania, Grecia, Italia, Letonia, Lituania, Luxemburg, Macedonia, Muntenegru, Norvegia, Olanda, Polonia, Portugalia, România, Rusia, San Marino,  Serbia, Slovacia, Slovenia, Suedia, Ucraina și Ungaria. Singurele țări europene, care nu au semnat această convenție sunt: Andorra, Irlanda, Islanda, Liechtenstein, Malta și Republica Moldova. Regatul Unit, Spania și Vaticanul sunt semnatare ale convenției, dar nu au ratificat-o încă.

## Diferențele dintre indicatoarele rutiere europene
Principalele diferențe constă în
- detaliile designului grafic
- semnificații de reglementare locală
- cromatica indicatoarelor de orientare și informare
- versiuni lingvistice locale (uneori bilingve)

### Diferențe grafice
- Indicatoarele de avertizare sunt romboide pe fundal galben în Irlanda. Acestea se aseamănă cu indicatoarele rutiere din Statele Unite ale Americii, deosebindu-se astfel considerabil față de cele din restul statelor europene.
- Unele semne grafice (tunel, pieton, automobil, etc.) sunt proiectate diferit.
- Anumite tipuri de săgeți direcționale pot arăta diferit.

### Diferențe în text
- Austria și Slovacia folosesc fontul TERN. În trecut Austria a folosit până în 2010 fonturile Austria Mittelschrift si Engschrift. Slovacia a folosit până în 2014 fontul Universal Grotesk.
- Belarusul și Rusia folosesc fontul conform СТБ 1140-99.
- Belgia, Bosnia și Herțegovina, Bulgaria, Croația, Kosovo, Luxemburg, Macedonia, Muntenegru, România, Serbia, și Slovenia folosesc fontul SNV. Elveția a folosit acest font până în 2003.
- Cipru, Grecia, Irlanda, Islanda, Portugalia, și Regatul Unit folosesc fontul Transport. (fontul Motorway este folosit în sistemul de autostrăzi al Regatului Unit)
- Danemarca folosește fontul Dansk Vejtavleskrift. Acest font este un derivat al fontului Transport.
- Elveția folosește fontul Frutiger.
- Estonia și Republica Moldova folosesc fontul Arial Narrow Bold în combinație cu Helvetica.
- Franța folosește fontul Caractères.
- Germania și Cehia folosesc fontul DIN 1451.
- Grecia a folosit o variantă modificată a fontului Transport, dar astăzi folosește o variantă modificată a fontului DIN 1451.
- Italia folosește fontul Alfabeto normale (împreună cu varianta îngustă Alfabeto stretto).
- Luxemburg folosește în mod neregulat fonturile  Arial Bold, Caractères Italic și SNV.
- Norvegia folosește fontul Trafikkalfabetet.
- Olanda folosește un derivat din fontul FHWA: ANWB/RWS.
- Polonia folosește fontul Drogowskaz.
- Spania folosește două fonturi derivate din fonturile Administrației Federale a Autostrazilor din Statele Unite ale Americii (FHWA): Autopista (derivat din FHWA series E) pentru autostrăzi și Carretera pentru celelalte șosele. Fontul Carretera este identic cu fontul Alfabeto Normale din Italia și este o varianta îngroșată a fontului britanic Transport.
- Suedia folosește fontul Tratex.
- Turcia și Ucraina folosesc fonturile ale FHWA.
- Ungaria nu folosește niciun font predefinit, deoarece literele sunt stabilite individual în legislația națională. Totuși acestea se aseamănă îndeaproape cu fontul DIN 1451.[1]

### Diferențe cromatice

#### Indicatoarele de avertizare
- În marea majoritate a țărilor europene acestea au margini roșii pe fundal alb.
- Un fundal galben este folosit în Bosnia și Herțegovina, Croația, Finlanda, Grecia, Islanda, Macedonia, Polonia, Serbia și Suedia (în alte țări acesta poate indica indicatoarele provizorii de semnalizare a lucrărilor rutiere)
  - De asemenea, indicatorul Cedează trecerea are în Croația, Finlanda, Polonia și Suedia fundal galben.

#### Lucrările rutiere
- Multe țări au adoptat un fundal portocaliu sau galben.
- Un fundal galben este folosit în Finlanda, Franța, Islanda, Italia, Spania, Suedia, Lituania, Polonia, Portugalia și România.

#### Autostrăzi
- Un text alb pe fundal albastru este folosit în Austria, Belgia, Estonia, Franța, Germania, Irlanda, Letonia, Luxemburg, Norvegia, Olanda, Polonia, Portugalia, Regatul Unit, Serbia, Spania și Ungaria.
- Un text alb pe fundal verde este folosit în Albania, Bosnia și Herțegovina, Bulgaria, Cehia, Cipru, Croația, Danemarca, Elveția, Finlanda, Grecia, Italia, Lituania, Macedonia, România, Rusia, Serbia, Slovacia, Slovenia, Suedia, Turcia și Ucraina.

#### Drumuri principale/Drum expres
- Alb pe roșu este folosit în România.
- Alb pe albastru (la fel ca și autostrăzile) este folosit în Belgia, Letonia și Olanda.
- Alb pe albastru este folosit în Belarus, Bulgaria, Cehia, Cipru, Elveția, Finlanda, Grecia, Italia, Lituania, Slovacia, Suedia și Turcia.
- Alb pe verde este folosit în Franța, Irlanda, Polonia, Portugalia, Regatul Unit și Ungaria.
- Negru pe galben este folosit în Croația, Germania, Luxemburg, Norvegia, Serbia și Slovenia.
- Roșu pe alb este folosit în Danemarca (deși se folosește alb pe albastru la ieșirile de pe autostradă și pentru indicatoarele suspendate)
- Negru pe alb este folosit în Austria și Spania.

#### Drumuri secundare
- Negru pe alb este folosit în Elveția, Estonia, Finlanda, Franța, Irlanda, Portugalia și Regatul Unit.
- În Bulgaria, Germania, Italia, Letonia, Lituania, România, Serbia, Slovenia, Suedia și Ungaria negru pe alb indică doar destinații urbane.

### Diferențe în semnificație
- Uneori indicatoarele arată similar la exterior, dar au înțelesuri diferite.
- Țările din Europa continentală precum și Irlanda folosesc sistemul metric (distanțele sunt afișate în kilometri sau metri, viteza în km/h, înălțimea și lungimea în metri, masa în tone), în timp ce în Regatul Unit este în uz sistemul imperial (mile, mile pe ora, yarzi, picioare și țoli).

## Comparație între indicatoarele rutiere din Europa
Următorul tabel prezintă o comparație dintre indicatoarele rutiere a douăzeci și două de țări europene.

### Indicatoare de prioritate
| Indicator                                               | Austria | Belgia | Cehia | Danemarca | Elveția | Estonia | Finlanda | Franța | Germania | Grecia     | Republica Irlanda | Islanda | Italia | Letonia | Luxemburg | Republica Moldova | Norvegia | Polonia | Portugalia | Regatul Unit al Marii Britanii și al Irlandei de Nord | România | Rusia | Serbia | Slovacia | Slovenia | Spania | Suedia | Țările de Jos | Turcia | Ucraina | Ungaria |
| Indicator                                               | Austria | Belgia | Cehia | Danemarca | Elveția | Estonia | Finlanda | Franța | Germania | Grecia     | Irlanda           | Islanda | Italia | Letonia | Luxemburg | Moldova           | Norvegia | Polonia | Portugalia | Regatul Unit                                          | România | Rusia | Serbia | Slovacia | Slovenia | Spania | Suedia | Țările de Jos | Turcia | Ucraina | Ungaria |
| ------------------------------------------------------- | ------- | ------ | ----- | --------- | ------- | ------- | -------- | ------ | -------- | ---------- | ----------------- | ------- | ------ | ------- | --------- | ----------------- | -------- | ------- | ---------- | ----------------------------------------------------- | ------- | ----- | ------ | -------- | -------- | ------ | ------ | ------------- | ------ | ------- | ------- |
| Oprire                                                  |         |        |       |           |         |         |          |        |          |            |                   |         |        |         |           |                   |          |         |            |                                                       |         |       |        |          |          |        |        |               |        |         |         |
| Cedează trecerea                                        |         |        |       |           |         |         |          |        |          |            | sau               |         |        |         |           |                   |          |         |            | sau                                                   |         |       |        |          |          |        |        |               |        |         |         |
| Drum cu prioritate                                      |         |        |       |           |         |         |          |        |          |            | Neinformat        |         |        |         |           |                   |          |         |            | Neinformat                                            |         |       |        |          |          |        |        |               |        |         |         |
| Sfârșitul drumului cu prioritate                        |         |        |       |           |         |         |          |        |          |            | Neinformat        |         |        |         |           |                   |          |         |            | Neinformat                                            |         |       |        |          |          |        |        |               |        |         |         |
| Prioritate pentru circulația din sens invers            |         |        |       |           |         |         |          |        |          |            | Neinformat        |         |        |         |           |                   |          |         |            |                                                       |         |       |        |          |          |        |        |               |        |         |         |
| Prioritate față de circulația din sens invers           |         |        |       |           |         |         |          |        |          |            | Neinformat        |         |        |         |           |                   |          |         |            |                                                       |         |       |        |          |          |        |        |               |        |         |         |
| Distanța până la indicatorul "Oprire"                   |         |        |       |           |         |         |          |        |          | Neinformat |                   |         |        |         |           |                   |          |         |            |                                                       |         |       |        |          |          |        |        |               |        |         |         |
| Distanța între indicator și începutul locului periculos |         |        |       |           |         |         |          |        |          |            |                   |         |        |         |           |                   |          |         |            |                                                       |         |       |        |          |          |        |        |               |        |         |         |
| Indicator                                               | Austria | Belgia | Cehia | Danemarca | Elveția | Estonia | Finlanda | Franța | Germania | Grecia     | Irlanda           | Islanda | Italia | Letonia | Luxemburg | Moldova           | Norvegia | Polonia | Portugalia | Regatul Unit                                          | România | Rusia | Serbia | Slovacia | Slovenia | Spania | Suedia | Țările de Jos | Turcia | Ucraina | Ungaria |

### Indicatoare de avertizare
|                                                                          | Austria | Belgia     | Cehia | Danemarca  | Elveția    | Estonia | Finlanda | Franța | Germania | Grecia | Irlanda    | Islanda | Italia | Letonia | Luxemburg | Moldova | Norvegia | Polonia | Portugalia | Regatul Unit | România | Rusia | Serbia | Slovacia | Slovenia | Spania | Suedia | Țările de Jos | Turcia | Ucraina | Ungaria |
| ------------------------------------------------------------------------ | ------- | ---------- | ----- | ---------- | ---------- | ------- | -------- | ------ | -------- | ------ | ---------- | ------- | ------ | ------- | --------- | ------- | -------- | ------- | ---------- | ------------ | ------- | ----- | ------ | -------- | -------- | ------ | ------ | ------------- | ------ | ------- | ------- |
| Curbă la dreapta                                                         |         |            |       |            |            |         |          |        |          |        |            |         |        |         |           |         |          |         |            |              |         |       |        |          |          |        |        |               |        |         |         |
| Curbă dublă sau o succesiune de mai mult de două curbe, prima la dreapta |         |            |       |            |            |         |          |        |          |        |            |         |        |         |           |         |          |         |            |              |         |       |        |          |          |        |        |               |        |         |         |
| Intersecție de drumuri                                                   |         |            |       | Neinformat |            |         |          |        |          |        | Neinformat |         |        |         |           |         |          |         |            | Neinformat   |         |       |        |          |          |        |        |               |        |         |         |
| Intersecție cu un drum fără prioritate                                   |         |            |       |            |            |         |          |        |          |        |            |         |        |         |           |         |          |         |            |              |         |       |        |          |          |        |        |               |        |         |         |
| Presemnalizare intersecție cu sens giratoriu                             |         | Neinformat |       |            | Neinformat |         |          |        |          |        | sau        |         |        |         |           |         |          |         |            |              |         |       |        |          |          |        |        |               |        |         |         |
| Semafoare                                                                |         |            |       |            |            |         |          |        |          |        |            |         | sau    |         |           |         |          |         |            |              |         |       | sau    |          |          |        |        |               |        |         |         |
| Circulație în ambele sensuri                                             |         |            |       |            |            | sau     |          |        |          |        | sau        |         |        |         |           |         |          |         |            | sau          |         |       |        |          |          |        |        |               |        |         |         |
| Drum aglomerat                                                           |         |            |       |            |            |         |          |        |          |        |            |         |        |         |           |         |          |         |            |              |         |       |        |          |          |        |        |               |        |         |         |
| Urcare cu înclinare mare (Rampă)                                         |         |            |       |            |            |         |          |        |          |        |            |         |        |         |           |         |          |         |            |              |         |       |        |          |          |        |        |               |        |         |         |
| Coborâre periculoasă (Pantă)                                             |         |            |       |            |            |         |          |        |          |        |            |         |        |         |           |         |          |         |            |              |         |       |        |          |          |        |        |               |        |         |         |
|                                                                          | Austria | Belgia     | Cehia | Danemarca  | Elveția    | Estonia | Finlanda | Franța | Germania | Grecia | Irlanda    | Islanda | Italia | Letonia | Luxemburg | Moldova | Norvegia | Polonia | Portugalia | Regatul Unit | România | Rusia | Serbia | Slovacia | Slovenia | Spania | Suedia | Țările de Jos | Turcia | Ucraina | Ungaria |
| Trecere de pietoni                                                       |         |            |       |            |            |         |          |        |          |        |            |         |        |         |           |         |          |         |            |              |         |       |        |          |          |        |        |               |        |         |         |
| Pietoni                                                                  |         |            |       |            |            |         |          |        |          |        |            |         |        |         |           |         |          |         |            |              |         |       |        |          |          |        |        |               |        |         |         |
| Copii                                                                    |         |            |       |            |            |         |          |        |          |        |            |         |        |         |           |         |          |         |            |              |         |       |        |          |          |        |        |               |        |         |         |
| Bicicliști                                                               |         |            |       |            |            |         |          |        |          |        |            |         |        |         |           |         |          |         |            |              |         |       |        |          |          |        |        |               |        |         |         |
| Animale domestice                                                        |         |            |       |            |            |         |          |        |          |        |            |         |        |         |           |         |          |         |            |              |         |       |        |          |          |        |        |               |        |         |         |
| Animale salbatice                                                        |         |            |       |            |            |         |          |        |          |        |            |         |        |         |           |         |          |         |            |              |         |       |        |          |          |        |        |               |        |         |         |
| Drum îngustat pe ambele părți                                            |         |            |       |            |            |         |          |        |          |        |            |         |        |         |           |         |          |         |            |              |         |       |        |          |          |        |        |               |        |         |         |
| Drum denivelat                                                           |         |            |       |            |            |         |          |        |          |        |            |         |        |         |           |         |          |         |            |              |         |       |        |          |          |        |        |               |        |         |         |
| Denivelare                                                               |         |            |       |            |            |         |          |        |          |        |            |         |        |         |           |         |          |         |            |              |         |       |        |          |          |        |        |               |        |         |         |
| Coborâre                                                                 |         |            |       |            |            |         |          |        |          |        |            |         |        |         |           |         |          |         |            |              |         |       |        |          |          |        |        |               |        |         |         |
|                                                                          | Austria | Belgia     | Cehia | Danemarca  | Elveția    | Estonia | Finlanda | Franța | Germania | Grecia | Irlanda    | Islanda | Italia | Letonia | Luxemburg | Moldova | Norvegia | Polonia | Portugalia | Regatul Unit | România | Rusia | Serbia | Slovacia | Slovenia | Spania | Suedia | Țările de Jos | Turcia | Ucraina | Ungaria |
| Drum alunecos                                                            |         |            |       |            |            |         |          |        |          |        |            |         |        |         |           |         |          |         |            |              |         |       |        |          |          |        |        |               |        |         |         |
| Împroșcare cu pietriș                                                    |         |            |       |            |            |         |          |        |          |        |            |         |        |         |           |         |          |         |            |              |         |       |        |          |          |        |        |               |        |         |         |
| Acostament periculos                                                     |         |            |       |            |            |         |          |        |          |        |            |         |        |         |           |         |          |         |            |              |         |       |        |          |          |        |        |               |        |         |         |
| Gheață și ninsoare                                                       |         |            |       |            |            |         |          |        |          |        |            |         |        |         |           |         |          |         |            |              |         |       |        |          |          |        |        |               |        |         |         |
| Ceață                                                                    |         |            |       |            |            |         |          |        |          |        |            |         |        |         |           |         |          |         |            |              |         |       |        |          |          |        |        |               |        |         |         |
| Căderi de pietre                                                         |         |            |       |            |            |         |          |        |          |        |            |         |        |         |           |         |          |         |            |              |         |       |        |          |          |        |        |               |        |         |         |
| Vânturi laterale                                                         |         |            |       |            |            |         |          |        |          |        |            |         |        |         |           |         |          |         |            |              |         |       |        |          |          |        |        |               |        |         |         |
| Ieșire spre un chei sau mal abrupt                                       |         |            |       |            |            |         |          |        |          |        |            |         |        |         |           |         |          |         |            | sau          |         |       |        |          |          |        |        |               |        |         | sau     |
| Pod mobil                                                                |         |            |       |            |            |         |          |        |          |        |            |         |        |         |           |         |          |         |            |              |         |       |        |          |          |        |        |               |        |         |         |
| Tunel                                                                    |         |            |       |            |            |         |          |        |          |        |            |         |        |         |           |         |          |         |            |              |         |       |        |          |          |        |        |               |        |         |         |
|                                                                          | Austria | Belgia     | Cehia | Danemarca  | Elveția    | Estonia | Finlanda | Franța | Germania | Grecia | Irlanda    | Islanda | Italia | Letonia | Luxemburg | Moldova | Norvegia | Polonia | Portugalia | Regatul Unit | România | Rusia | Serbia | Slovacia | Slovenia | Spania | Suedia | Țările de Jos | Turcia | Ucraina | Ungaria |
| Zonă aeroportuară                                                        |         |            |       | sau        |            |         |          |        |          |        |            |         |        |         |           |         |          |         |            | sau          |         |       |        |          |          |        | sau    |               |        |         |         |
| Trecere la nivel cu șinele de tramvai                                    |         |            |       |            |            |         |          |        |          |        |            |         |        |         |           |         |          |         |            |              |         |       |        |          |          |        |        |               |        |         |         |
| Trecere la nivel cu calea ferată, cu bariere                             |         |            |       |            |            |         |          |        |          |        | sau        |         |        |         |           |         |          |         |            |              |         |       |        |          |          |        |        |               |        |         |         |
| Trecere la nivel cu calea ferată, fără bariere                           |         |            |       |            |            |         |          |        |          |        |            |         |        |         |           |         |          |         |            |              |         |       |        |          |          |        |        |               |        |         |         |
| Trecere la nivel cu o cale ferată (simplă)                               |         |            |       |            |            |         |          |        |          |        |            |         |        |         |           |         |          |         |            |              |         |       |        |          |          |        |        |               |        |         |         |
| Trecere la nivel cu o cale ferată (dublă)                                |         |            |       |            |            |         |          |        |          |        |            |         |        |         |           |         |          |         |            |              |         |       |        |          |          |        |        |               |        |         |         |
| Lucrări                                                                  |         |            |       |            |            |         |          |        |          |        |            |         |        |         |           |         |          |         |            |              |         |       |        |          |          |        |        |               |        |         |         |
| Alte pericole                                                            |         |            |       |            |            |         |          |        |          |        |            |         |        |         |           |         |          |         |            |              |         |       |        |          |          |        |        |               |        |         |         |
|                                                                          | Austria | Belgia     | Cehia | Danemarca  | Elveția    | Estonia | Finlanda | Franța | Germania | Grecia | Irlanda    | Islanda | Italia | Letonia | Luxemburg | Moldova | Norvegia | Polonia | Portugalia | Regatul Unit | România | Rusia | Serbia | Slovacia | Slovenia | Spania | Suedia | Țările de Jos | Turcia | Ucraina | Ungaria |

### Indicatoare de interzicere sau restricție
|                                                                                             | Austria | Belgia | Cehia | Danemarca | Elveția | Estonia | Finlanda | Franța   | Germania | Grecia | Irlanda | Islanda | Italia | Letonia | Luxemburg | Moldova | Norvegia | Polonia          | Portugalia | Regatul Unit | România | Rusia | Serbia | Slovacia | Slovenia | Spania | Suedia | Țările de Jos | Turcia         | Ucraina | Ungaria |
| ------------------------------------------------------------------------------------------- | ------- | ------ | ----- | --------- | ------- | ------- | -------- | -------- | -------- | ------ | ------- | ------- | ------ | ------- | --------- | ------- | -------- | ---------------- | ---------- | ------------ | ------- | ----- | ------ | -------- | -------- | ------ | ------ | ------------- | -------------- | ------- | ------- |
| Acces interzis                                                                              |         |        |       |           |         |         |          |          |          |        | sau     |         |        |         |           |         |          |                  |            |              |         |       |        |          |          |        |        |               |                |         |         |
| Circulație interzisă                                                                        |         |        |       |           |         |         |          |          |          |        |         |         |        |         |           |         |          |                  |            |              |         |       |        |          |          |        |        |               |                |         |         |
| Circulație interzisă vehiculelor și motocicletelor                                          |         |        |       |           |         |         |          |          |          |        |         |         |        |         |           |         |          |                  |            |              |         |       |        |          |          |        |        |               |                |         |         |
| Circulație interzisă pentru autovehicule                                                    |         |        |       |           |         |         |          |          |          |        |         |         |        |         |           |         |          |                  |            |              |         |       |        |          |          |        |        |               |                |         |         |
| Circulație interzisă pentru motociclete                                                     |         |        |       |           |         |         |          |          |          |        |         |         |        |         |           |         |          |                  |            |              |         |       |        |          |          |        |        |               |                |         |         |
| Accesul interzis mopedelor                                                                  |         |        |       |           |         |         |          |          |          |        |         |         |        |         |           |         |          |                  |            |              |         |       |        |          |          |        |        |               |                |         |         |
| Accesul interzis bicicletelor                                                               |         |        |       |           |         |         |          |          |          |        |         |         |        |         |           |         |          |                  |            |              |         |       |        |          |          |        |        |               |                |         |         |
| Accesul interzis vehiculelor destinate transportului de mărfuri                             |         |        |       |           |         |         |          |          |          |        |         |         |        |         |           |         |          |                  |            |              |         |       |        |          |          |        |        |               |                |         |         |
| Accesul interzis autobuzelor                                                                |         |        |       |           |         |         |          |          |          |        |         |         |        |         |           |         |          |                  |            |              |         |       |        |          |          |        |        |               |                |         |         |
| Accesul interzis autovehiculelor cu remorcă                                                 | sau     |        |       |           | sau     |         |          | (Rulotă) | sau      | sau    |         |         |        |         | sau       |         |          | sau              | sau        | (Rulotă)     |         |       | sau    |          | sau      |        |        |               |                |         | sau     |
|                                                                                             | Austria | Belgia | Cehia | Danemarca | Elveția | Estonia | Finlanda | Franța   | Germania | Grecia | Irlanda | Islanda | Italia | Letonia | Luxemburg | Moldova | Norvegia | Polonia          | Portugalia | Regatul Unit | România | Rusia | Serbia | Slovacia | Slovenia | Spania | Suedia | Țările de Jos | Turcia         | Ucraina | Ungaria |
| Accesul interzis tractoarelor și mașinilor autopropulsate pentru lucrări                    |         |        |       |           |         |         |          |          |          |        |         |         |        |         |           |         |          |                  |            |              |         |       |        |          |          |        |        |               |                |         |         |
| Accesul interzis vehiculelor cu tracțiune animală                                           |         |        |       |           |         |         |          |          |          |        |         |         |        |         |           |         |          |                  |            |              |         |       |        |          |          |        |        |               |                |         |         |
| Accesul interzis vehiculelor care transportă mărfuri periculoase                            |         |        |       |           |         |         |          |          |          |        |         |         |        |         |           |         |          |                  |            |              |         |       |        |          |          |        |        |               |                |         |         |
| Accesul interzis vehiculelor care transportă substanțe de natură să polueze apele           |         |        |       |           |         |         |          |          |          |        |         |         |        |         |           |         |          |                  |            |              |         |       |        |          |          |        |        |               |                |         |         |
| Accesul interzis vehiculelor care transportă substanțe explozive sau ușor inflamabile       |         |        |       |           |         |         |          |          |          |        |         |         |        |         |           |         |          |                  |            |              |         |       |        |          |          |        |        |               |                |         |         |
| Accesul interzis vehiculelor cu înălțimea mai mare de ...                                   |         |        |       |           |         |         |          |          |          |        |         |         |        |         |           |         |          |                  |            |              |         |       |        |          |          |        |        |               |                |         |         |
| Accesul interzis vehiculelor cu lățimea mai mare de ...                                     |         |        |       |           |         |         |          |          |          |        |         |         |        |         |           |         |          |                  |            |              |         |       |        |          |          |        |        |               |                |         |         |
| Accesul interzis autovehiculelor cu lungimea mai mare de ...                                | sau     |        |       |           |         |         |          |          |          |        |         |         |        |         |           |         |          |                  |            | și           |         |       |        |          |          |        |        |               |                |         |         |
| Accesul interzis vehiculelor cu masa mai mare de ...                                        |         |        |       |           |         |         |          |          |          |        |         |         |        |         |           |         |          |                  |            |              |         |       |        |          |          |        |        |               |                |         |         |
| Accesul interzis vehiculelor cu masa mai mare de ... pe osia                                |         |        |       | sau       |         | sau     | sau      |          |          |        |         |         |        |         |           |         | sau      |                  |            |              | sau     |       |        |          |          |        | sau    |               |                |         |         |
|                                                                                             | Austria | Belgia | Cehia | Danemarca | Elveția | Estonia | Finlanda | Franța   | Germania | Grecia | Irlanda | Islanda | Italia | Letonia | Luxemburg | Moldova | Norvegia | Polonia          | Portugalia | Regatul Unit | România | Rusia | Serbia | Slovacia | Slovenia | Spania | Suedia | Țările de Jos | Turcia         | Ucraina | Ungaria |
| Oprirea interzisă                                                                           |         |        |       |           |         |         |          |          |          |        |         |         |        |         |           |         |          |                  |            |              |         |       |        |          |          |        |        |               |                |         |         |
| Staționarea interzisă                                                                       |         |        |       |           |         |         |          |          |          |        |         |         |        |         |           |         |          |                  |            |              |         |       |        |          |          |        |        |               |                |         |         |
| Zonă de staționare restricționată                                                           |         |        |       |           |         |         |          |          |          |        |         |         |        |         |           |         |          |                  |            |              |         |       |        |          |          |        |        |               |                |         |         |
| Depășirea autovehiculelor interzisă                                                         |         |        |       |           |         |         |          |          |          |        |         |         |        |         |           |         |          |                  |            |              |         |       |        |          |          |        |        |               |                |         |         |
| Depășirea interzisă autovehiculelor destinate transportului de mărfuri                      |         |        |       |           |         |         |          |          |          |        |         |         |        |         |           |         |          |                  |            |              |         |       |        |          |          |        |        |               |                |         |         |
| Interzis a vira la dreapta                                                                  |         |        |       |           |         |         |          |          |          |        |         |         |        |         |           |         |          |                  |            |              |         |       |        |          |          |        |        |               |                |         |         |
| Interzis a vira la stânga                                                                   |         |        |       |           |         |         |          |          |          |        |         |         |        |         |           |         |          |                  |            |              |         |       |        |          |          |        |        |               |                |         |         |
| Întoarcerea interzisă                                                                       |         |        |       |           |         |         |          |          |          |        |         |         |        |         |           |         |          |                  |            |              |         |       |        |          |          |        |        |               |                |         |         |
| Interzis autovehiculelor de a circula fără a menține între ele un interval de cel puțin ... |         |        |       |           |         |         |          |          |          |        |         |         |        |         |           |         |          | (numai tuneluri) |            |              |         |       |        |          |          |        |        |               |                |         | sau     |
| Claxonarea interzisă                                                                        |         |        |       |           |         |         |          |          |          |        |         |         |        |         |           |         |          |                  |            |              |         |       |        |          |          |        |        |               |                |         |         |
|                                                                                             | Austria | Belgia | Cehia | Danemarca | Elveția | Estonia | Finlanda | Franța   | Germania | Grecia | Irlanda | Islanda | Italia | Letonia | Luxemburg | Moldova | Norvegia | Polonia          | Portugalia | Regatul Unit | România | Rusia | Serbia | Slovacia | Slovenia | Spania | Suedia | Țările de Jos | Turcia         | Ucraina | Ungaria |
| Accesul interzis pietonilor                                                                 |         |        |       |           |         |         |          |          |          |        |         |         |        |         |           |         |          |                  |            |              |         |       |        |          |          |        |        |               |                |         |         |
| Limitare de viteză                                                                          |         |        |       |           |         |         |          |          |          |        |         |         |        |         |           |         |          |                  |            |              |         |       |        |          |          |        |        |               |                |         |         |
| Sfârșitul limitării de viteză                                                               |         |        |       |           |         |         |          |          |          |        |         |         |        |         |           |         |          |                  |            |              |         |       |        |          |          |        |        |               |                |         |         |
| Zonă cu viteză limitată                                                                     |         |        |       |           | sau     |         | sau      |          |          |        |         |         |        |         |           |         |          |                  |            |              |         |       |        |          |          |        |        |               | (zona scolara) |         |         |
| Sfârșitul zonei cu viteză limitată                                                          |         |        |       |           | sau     |         |          |          |          |        |         |         |        |         |           |         |          |                  |            |              |         |       |        |          |          |        |        |               | (zona scolara) |         |         |
| Sfârșitul restricției de depășire                                                           |         |        |       |           |         |         |          |          |          |        |         |         |        |         |           |         |          |                  |            |              |         |       |        |          |          |        |        |               |                |         |         |
| Sfârșitul tuturor restricțiilor                                                             |         |        |       |           |         |         |          |          |          |        |         |         |        |         |           |         |          |                  |            |              |         |       |        |          |          |        |        |               |                |         |         |
|                                                                                             | Austria | Belgia | Cehia | Danemarca | Elveția | Estonia | Finlanda | Franța   | Germania | Grecia | Irlanda | Islanda | Italia | Letonia | Luxemburg | Moldova | Norvegia | Polonia          | Portugalia | Regatul Unit | România | Rusia | Serbia | Slovacia | Slovenia | Spania | Suedia | Țările de Jos | Turcia         | Ucraina | Ungaria |

### Indicatoare de obligare
|                                                                 | Austria | Belgia | Cehia | Danemarca | Elveția | Estonia | Finlanda | Franța | Germania | Grecia | Irlanda | Islanda | Italia | Letonia | Luxemburg | Moldova | Norvegia | Polonia | Portugalia | Regatul Unit | România | Rusia | Serbia | Slovacia | Slovenia | Spania | Suedia | Țările de Jos | Turcia | Ucraina | Ungaria |
| --------------------------------------------------------------- | ------- | ------ | ----- | --------- | ------- | ------- | -------- | ------ | -------- | ------ | ------- | ------- | ------ | ------- | --------- | ------- | -------- | ------- | ---------- | ------------ | ------- | ----- | ------ | -------- | -------- | ------ | ------ | ------------- | ------ | ------- | ------- |
| Înainte                                                         |         |        |       |           |         |         |          |        |          |        |         |         |        |         |           |         |          |         |            |              |         |       |        |          |          |        |        |               |        |         |         |
| La dreapta                                                      |         |        |       |           |         |         |          |        |          |        |         |         |        |         |           |         |          |         |            |              |         |       |        |          |          |        |        |               |        |         |         |
|                                                                 |         |        |       |           |         |         |          |        |          |        |         |         |        |         |           |         |          |         |            |              |         |       |        |          |          |        |        |               |        |         |         |
| Înainte sau la dreapta                                          |         |        |       |           |         |         |          |        |          |        |         |         |        |         |           |         |          |         |            |              |         |       |        |          |          |        |        |               |        |         |         |
| Sens giratoriu                                                  |         |        |       |           |         |         |          |        |          |        |         |         |        |         |           |         |          |         |            |              |         |       |        |          |          |        |        |               |        |         |         |
| Ocolire                                                         |         |        |       |           |         |         |          |        |          |        |         |         |        |         |           |         |          |         |            |              |         |       |        |          |          |        |        |               |        |         |         |
| Ocolire                                                         |         |        |       |           |         |         |          |        |          |        |         |         |        |         |           |         |          |         |            |              |         |       |        |          |          |        |        |               |        |         |         |
| Direcția pentru vehiculelor care transportă mărfuri periculoase |         |        |       |           |         |         |          |        |          |        |         |         |        |         |           |         |          |         |            |              |         |       |        |          |          |        | sau    |               |        |         |         |
| Viteză minimă obligatorie                                       |         |        |       |           |         |         |          |        |          |        |         |         |        |         |           |         |          |         |            |              |         |       |        |          |          |        |        |               |        |         |         |
| Sfârșitul vitezei minime                                        |         |        |       |           |         |         |          |        |          |        |         |         |        |         |           |         |          |         |            |              |         |       |        |          |          |        |        |               |        |         |         |
|                                                                 | Austria | Belgia | Cehia | Danemarca | Elveția | Estonia | Finlanda | Franța | Germania | Grecia | Irlanda | Islanda | Italia | Letonia | Luxemburg | Moldova | Norvegia | Polonia | Portugalia | Regatul Unit | România | Rusia | Serbia | Slovacia | Slovenia | Spania | Suedia | Țările de Jos | Turcia | Ucraina | Ungaria |
| Drum pentru pietoni                                             |         |        |       |           |         |         |          |        |          |        |         |         |        |         |           |         |          |         |            |              |         |       |        |          |          |        |        |               |        |         |         |
| Pistă pentru biciclete                                          |         |        |       |           |         |         |          |        |          |        |         |         |        |         |           |         |          |         |            |              |         |       |        |          |          |        |        |               |        |         |         |
| Pistă combinată                                                 |         |        |       |           |         |         |          |        |          |        |         |         |        |         |           |         |          |         |            |              |         |       |        |          |          |        |        |               |        |         |         |
| Pistă segregată                                                 |         |        |       |           |         |         |          |        |          |        |         |         |        |         |           |         |          |         |            |              |         |       |        |          |          |        |        |               |        |         |         |
| Drum pentru călărie                                             |         |        |       |           |         |         |          |        |          |        |         |         |        |         |           |         |          |         |            |              |         |       |        |          |          |        |        |               |        |         |         |
|                                                                 | Austria | Belgia | Cehia | Danemarca | Elveția | Estonia | Finlanda | Franța | Germania | Grecia | Irlanda | Islanda | Italia | Letonia | Luxemburg | Moldova | Norvegia | Polonia | Portugalia | Regatul Unit | România | Rusia | Serbia | Slovacia | Slovenia | Spania | Suedia | Țările de Jos | Turcia | Ucraina | Ungaria |

### Indicatoare de informare
|                                      | Austria | Belgia | Cehia | Danemarca | Elveția | Estonia | Finlanda | Franța | Germania | Grecia | Irlanda | Islanda | Italia | Letonia | Luxemburg | Moldova | Norvegia | Polonia | Portugalia | Regatul Unit | România | Rusia | Serbia | Slovacia | Slovenia | Spania | Suedia | Țările de Jos | Turcia | Ucraina | Ungaria |
| ------------------------------------ | ------- | ------ | ----- | --------- | ------- | ------- | -------- | ------ | -------- | ------ | ------- | ------- | ------ | ------- | --------- | ------- | -------- | ------- | ---------- | ------------ | ------- | ----- | ------ | -------- | -------- | ------ | ------ | ------------- | ------ | ------- | ------- |
| Sens unic                            |         |        |       |           |         |         |          |        |          |        |         |         |        |         |           |         |          |         |            |              |         |       |        |          |          |        |        |               |        |         |         |
|                                      |         |        |       |           |         |         |          |        |          |        |         |         |        |         |           |         |          |         |            |              |         |       |        |          |          |        |        |               |        |         |         |
| Denivelare                           |         |        |       |           |         |         |          |        |          |        |         |         |        |         |           |         |          |         |            |              |         |       |        |          |          |        |        |               |        |         |         |
| Trecere pietoni                      |         |        |       |           |         |         |          |        |          |        |         |         |        |         |           |         |          |         |            |              |         |       |        |          |          |        | sau    |               | sau    |         |         |
| Trecere biciclisti                   |         |        |       |           |         |         |          |        |          |        |         |         |        |         |           |         |          |         |            |              |         |       |        |          |          |        |        |               |        |         |         |
| Zonă rezidențială                    | sau     |        |       |           | sau     |         |          |        |          |        |         |         |        |         |           |         |          |         |            |              |         |       |        |          |          |        |        |               |        |         |         |
| Zonă pietonală                       |         |        |       |           | sau     |         |          |        |          |        |         |         |        |         |           |         |          |         |            |              |         |       |        |          |          |        |        |               | sau    |         |         |
| Bandă rezervată transportului public |         |        |       |           |         |         |          |        |          |        |         |         |        |         |           |         |          |         |            |              |         |       |        |          |          |        |        |               |        |         |         |
| Tunel                                |         |        |       |           |         |         |          |        |          |        |         |         | sau    |         |           |         |          |         |            |              |         |       |        |          |          |        |        |               | sau    |         |         |
| Drum pentru autovehicule             |         |        |       |           |         |         |          |        |          |        |         |         |        |         |           |         |          |         |            |              |         |       |        |          |          |        |        |               |        |         |         |
| Autostradă                           |         |        |       |           |         |         |          |        |          |        |         |         |        |         |           |         |          |         |            |              |         |       |        |          |          |        |        |               |        |         |         |
|                                      | Austria | Belgia | Cehia | Danemarca | Elveția | Estonia | Finlanda | Franța | Germania | Grecia | Irlanda | Islanda | Italia | Letonia | Luxemburg | Moldova | Norvegia | Polonia | Portugalia | Regatul Unit | România | Rusia | Serbia | Slovacia | Slovenia | Spania | Suedia | Țările de Jos | Turcia | Ucraina | Ungaria |

### Indicatoare de orientare și informare
|                           | Austria | Belgia | Cehia | Danemarca | Elveția | Estonia | Finlanda | Franța | Germania | Grecia | Irlanda | Islanda | Italia | Letonia | Luxemburg | Moldova | Norvegia | Polonia | Portugalia | Regatul Unit | România | Rusia | Serbia | Slovacia | Slovenia | Spania | Suedia | Țările de Jos | Turcia | Ucraina | Ungaria |
| ------------------------- | ------- | ------ | ----- | --------- | ------- | ------- | -------- | ------ | -------- | ------ | ------- | ------- | ------ | ------- | --------- | ------- | -------- | ------- | ---------- | ------------ | ------- | ----- | ------ | -------- | -------- | ------ | ------ | ------------- | ------ | ------- | ------- |
| Drum fără ieșire          |         |        |       |           |         |         |          |        |          |        |         |         |        |         |           |         |          |         |            |              |         |       |        |          |          |        |        |               |        |         |         |
| Spital                    |         |        |       |           | sau     |         |          | sau    |          |        |         |         |        |         | sau       |         |          |         | sau        | sau          |         |       |        |          |          |        |        |               |        |         |         |
| Post de prim-ajutor       |         |        |       |           |         |         |          |        |          |        |         |         |        |         |           |         |          |         |            |              |         |       |        |          |          |        |        |               |        |         |         |
| Service auto              |         |        |       |           |         |         |          |        |          |        |         |         |        |         |           |         |          |         |            |              |         |       |        |          |          |        |        |               |        |         |         |
| Stație de autobuz         |         |        |       |           |         |         |          |        |          |        | sau     |         |        |         |           |         |          |         |            |              |         |       |        |          |          |        |        | sau           |        |         |         |
| Stație de taxi            |         |        |       |           |         |         | sau      |        |          |        |         |         |        |         |           |         |          |         |            |              |         |       |        |          |          |        | sau    |               |        |         |         |
| Parcare                   |         |        |       |           |         |         |          |        |          |        |         |         |        |         |           |         |          |         |            |              |         |       |        |          |          |        |        |               |        |         |         |
| Garaj pentru parcare      |         |        |       |           |         |         |          |        |          |        |         |         |        |         |           |         |          |         |            |              |         |       |        |          |          |        |        |               |        |         |         |
| Configurația benzii       |         |        |       |           |         |         |          |        |          |        |         |         |        |         |           |         |          |         |            |              |         |       |        |          |          |        |        |               |        |         |         |
| Banda de evacuare         |         |        |       |           |         |         |          |        |          |        |         |         |        |         |           |         |          |         |            |              |         |       |        |          |          |        |        |               |        |         |         |
| Spațiu de urgență         |         |        |       |           |         |         |          |        |          |        |         |         | sau    |         |           |         |          |         |            | sau          |         |       |        |          |          | sau    |        | sau           |        |         |         |
|                           | Austria | Belgia | Cehia | Danemarca | Elveția | Estonia | Finlanda | Franța | Germania | Grecia | Irlanda | Islanda | Italia | Letonia | Luxemburg | Moldova | Norvegia | Polonia | Portugalia | Regatul Unit | România | Rusia | Serbia | Slovacia | Slovenia | Spania | Suedia | Țările de Jos | Turcia | Ucraina | Ungaria |
| Viteză recomandată        |         |        |       |           |         |         |          |        |          |        |         |         |        |         |           |         |          |         |            |              |         |       |        |          |          |        |        |               |        |         |         |
| Frontieră                 |         | sau    |       |           |         | sau     | sau      |        |          |        |         |         |        |         |           |         |          |         |            |              |         |       |        |          |          |        |        |               |        |         |         |
| Limite generale de viteză |         |        |       |           |         |         |          |        |          |        |         |         |        |         |           |         |          |         |            |              |         |       |        |          |          |        |        |               |        |         |         |
|                           | Austria | Belgia | Cehia | Danemarca | Elveția | Estonia | Finlanda | Franța | Germania | Grecia | Irlanda | Islanda | Italia | Letonia | Luxemburg | Moldova | Norvegia | Polonia | Portugalia | Regatul Unit | România | Rusia | Serbia | Slovacia | Slovenia | Spania | Suedia | Țările de Jos | Turcia | Ucraina | Ungaria |

### Punct de control
|                 | Belgia | Danemarca | Germania   | Finlanda | Franța | Grecia | Irlanda    | Islanda    | Italia | Olanda | Norvegia | Austria | Polonia | România    | Rusia & Belarus | Suedia | Elveția | Slovacia | Spania | Cehia | Ucraina | Ungaria | Regatul Unit |
| Vama            |        |           |            |          |        |        | Neutilizat | Neutilizat |        |        |          |         |         |            |                 | sau    | sau     |          |        |       |         | sau     | Neutilizat   |
| Control poliție |        |           | Neutilizat |          | sau    |        | Neutilizat | Neutilizat |        |        |          |         |         |            |                 |        | sau     |          |        |       |         |         |              |
| Taxă de trecere |        |           | sau        |          |        |        | Neutilizat |            |        |        |          |         |         |            |                 |        |         |          | sau    |       |         |         | Neutilizat   |
| Control         |        |           | Neutilizat |          |        |        | Neutilizat | Neutilizat |        |        |          |         |         | Neutilizat |                 |        |         |          |        |       |         |         | Neutilizat   |
|                 | Belgia | Danemarca | Germania   | Finlanda | Franța | Grecia | Irlanda    | Islanda    | Italia | Olanda | Norvegia | Austria | Polonia | România    | Rusia & Belarus | Suedia | Elveția | Slovacia | Spania | Cehia | Ucraina | Ungaria | Regatul Unit |

Plăcuțe de intrare în localitate
| Italia  | Franța    | Elveția | Germania | Spania  | Polonia  | Suedia  | Rusia     | Irlanda | Regatul Unit | Olanda   | Belgia | Luxemburg | Slovacia |
| Islanda | Macedonia | Belarus | Malta    | Andorra | Slovenia | Ungaria | Danemarca | Austria | Cehia        | Finlanda | Grecia | Ucraina   | România  |
| ------- | --------- | ------- | -------- | ------- | -------- | ------- | --------- | ------- | ------------ | -------- | ------ | --------- | -------- |
|         |           |         |          |         |          |         |           |         |              |          |        |           |          |